# Siren (revista)
Siren era una revista canadiense bimestral, publicada en Toronto, Ontario, para la comunidad lésbica de la ciudad.

## Historia y perfil
La revista fue lanzada en 1995 por un colectivo de mujeres voluntarias.  Su popularidad aumentó a finales de 1996, cuando dejó de publicarse la revista mensual lésbica Quota. Se sometió a una controvertida renovación editorial en 2002, poniendo fin a su asociación con sus colaboradoras habituales en favor de una historia y una estructura de contribución a tarvés de trabajadores autónomos. La revista fue citada en un documento de debate publicado por la Comisión de Derechos Humanos de Ontario sobre la ampliación de los derechos de las personas transexuales. Una de las columnas que aparecía periódicamente en la revista se titulaba "Dykes n' tykes".
Entre los colaboradores destacados de la revista cabe mencionar a Sheila Cavanagh, Debra Anderson y Billie Jo Newman.
La revista dejó de publicarse en 2004 debido a problemas económicos.